# 忒彌斯冰原島峰
忒彌斯冰原島峰（英語：Themis Nunatak）是南極洲的冰原島峰，位於亞歷山大一世島南部，處於昂布里爾山西南面11公里，由美國探險隊拍攝空中照片，現時由南極條約體系管理。